# Way Rilau
Way Rilau is een bestuurslaag in het regentschap Tanggamus van de provincie Lampung, Indonesië. Way Rilau telt 1269 inwoners (volkstelling 2010).